# Augustus (danh hiệu)

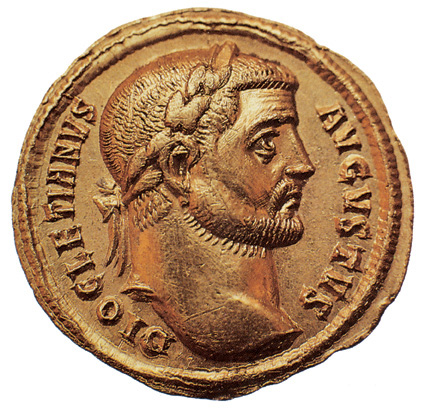
Một đồng tiền La Mã in hình hoàng đế Diocletianus với danh hiệu Augustus ở bên phải

Augustus (số nhiều augusti), tiếng Latinh có nghĩa là "oai nghiêm" hoặc "tôn kính" là một danh hiệu thời La Mã cổ đại bao gồm cả tên và danh hiệu của Gaius Julius Caesar Augustus (thường được gọi đơn giản là Augustus), hoàng đế đầu tiên của Đế quốc La Mã. Sau khi Augustus mất, nó trở thành một danh hiệu chính thức của người kế vị ông, và được sử dụng bởi các hoàng đế La Mã sau này. Một dạng khác của Augustus là Augusta được sử dụng bởi các hoàng hậu La Mã cùng các thành viên nữ khác trong gia đình hoàng đế. Danh hiệu Augustus bắt nguồn từ thời Cộng hòa La Mã, trong mối liên hệ của nó với những điều thiêng liêng trong tôn giáo truyền thống La Mã. Nó được sử dụng như một danh hiệu cho các vị thần La Mã được hệ thống bởi hoàng gia, dựa trên đức hạnh La Mã và ý chí của thần linh, và có thể được coi là một đặc trưng của sự tôn thờ hoàng đế.
Tại các tỉnh La Mã nói tiếng Hy Lạp, "Augustus" trở thành sebastos (σεβαστός,"tôn kính") hoặc dưới dạng "augoustos" (αὔγουστος). Sau sự sụp đổ của đế chế La Mã, Augustus trở thành tên được đặt cho những người có nguồn gốc quý tộc, đặc biệt tại đế quốc La Mã thần thánh. Nó vẫn còn được sử dụng làm tên người cho đến ngày nay.

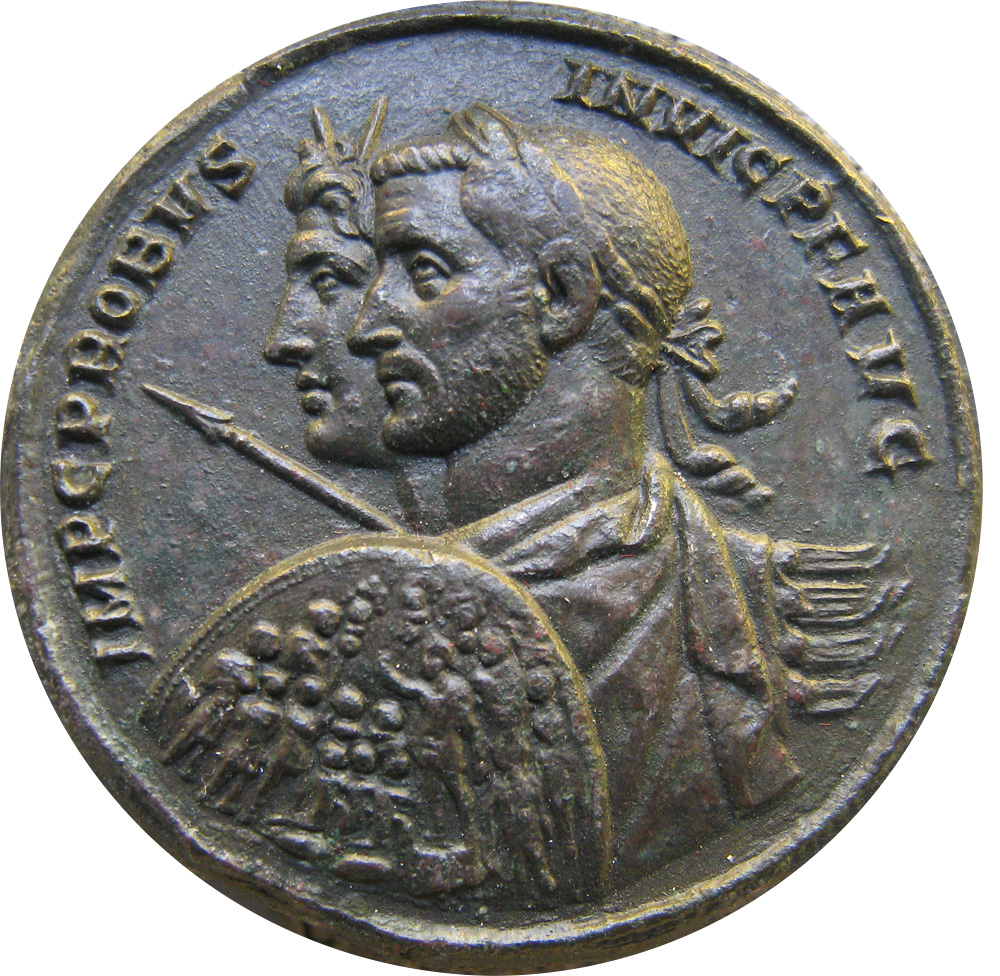
Một đồng tiền vào cuối thế kỷ III sau Công nguyên in hình hoàng đế Probus cùng các danh hiệu - IMP·C·PROBUS·INVIC·P·F·AUG

## Augustus

### Cách dùng sớm nhất
Khoảng ba mươi năm trước khi được sử dụng bởi Octavianus, augustus là một danh hiệu tối nghĩa của các tổ chức tôn giáo La Mã.Một đoạn văn viết vào năm 58 TCN liên kết nó tới Lares (vị thần giữ nhà của người La Mã).
Trong thơ văn nó mang nghĩa "sự nâng cao","sự tăng lên" của những gì mang tính thiêng liêng..Một số tài liệu khác nhắc nó tới việc dự đoán điềm báo trước,bởi La Mã được thành lập nhờ "sự tiên đoán tôn nghiêm" của Romulus.

### Danh hiệu
Người đầu tiên được biết đến là "augustus" (và cũng là hoàng đế La Mã đầu tiên) là Gaius Julius Caesar Octavianus. Ông là con nuôi và là người thừa kế của nhà độc tài Julius Caesar, người bị sát hại vì đã muốn vươn tới một nền quân chủ, sau đó đã chính thức được phong thần. Octavianus đã cố gắng tránh những tuyên bố của Caesar, nói cách khác là thừa nhận vị trí và nhiệm vụ của mình như một Divi filius "con của thần linh". Tuy nhiên vị trí đó lại duy nhất và vĩ đại hơn cả. Octavianus đã kết thúc một cuộc nội chiến đẫm máu kéo dài với chiến thắng ở Actium và thiết lập một nền hòa bình lâu dài, nhờ đó mà ông hiển nhiên được lựa chọn bởi các vị thần.Trong vai trò của một Princeps senatus (người đứng đầu viện nguyên lão), ông chủ trì các buổi họp ở nghị viện với các nguyên lão. Ông cũng là Pontifex maximus, đại tư tế của nhà nước La Mã. Ông còn nắm consular imperium, quyền lực tối thượng; là chỉ huy tối cao của tất cả các quân đoàn La Mã và nắm tribunicia potestas ("quyền lực của quan bảo dân"), được coi là bất khả xâm phạm, có quyền phủ quyết mọi hành động hay đề nghị của mọi quan tòa ở La Mã. Octavianus chính thức đổi tên thành Augustus bởi Viện nguyên lão La Mã vào ngày 16 tháng 1 năm 26 TCN, có lẽ do Nghị viện phê chuản sự lựa chọn thận trọng đó của ông, bởi danh hiệu "Romulus" đã bị xem xét và từ chối.. Do đó, việc đổi tên của ông gần như một hình thức gắn liền với truyền thống cộng hòa, nhưng chưa bao giờ tồn tại như một cognomen, có thể là để cho thấy rằng Octavianus mang ơn sự chấp thuận của La Mã về vị trí hiện tại của mình và các vị thần, và có thể có chút độc đáo cho riêng mình, nâng cao, bản chất "thần thánh" và tài năng. Danh hiệu đầy đủ của ông là Imperator Caesar Divi Filius Augustus.
Cuộc cải cách tôn giáo của Augustus đã khẳng định augusti là một danh hiệu phổ biến cho các vị thần nhỏ, bao gồm cả Lares Augusti cùng với các thần địa phương khác như Marazgu Augustus ở Bắc Phi. Sự mở rộng của một danh hiệu hoàng đế tới các vị thần La Mã lớn nhỏ là một nét đặc trưng của sự thờ cúng hoàng đế. Nó tiếp tục cho đến khi Kitô giáo thay thế tôn giáo truyền thống La Mã.
Tên và danh hiệu của Augustus được tiếp nhận bởi những người kế vị ông, được thể hiện trong cuộc sống của họ bằng đạo đức, quyền lực, kể cả các hoàng đế Kitô giáo. Hầu hết các hoàng đế cũng sử dụng danh hiệu imperator nhưng một số khác có thể mang các danh hiệu khác cùng nghĩa. "Caesar" cũng được sử dụng và cũng là tên của dòng họ nổi tiếng Julia Caesaris.

## Augusta
Augusta là dạng tương đương của Augustus với phụ nữ, và cũng có nguồn gốc tương tự. Nó được ban cho các phụ nữ trong gia đình hoàng đế như một ví dụ về sức mạnh và ảnh hưởng ngang với thần linh. Danh hiệu này nhắc tới các vị nữ thần bảo hộ nhà nước La Mã, chẳng hạn như Ceres, Bona Dea, Juno, Minerva hay Ops hoặc tất cả các nữ thần địa phương khác trên toàn đế chế. Những danh hiệu khác đi kèm với Augusta bao gồm Pax (hòa bình) hay Victoria (chiến thắng).
Người phụ nữ đầu tiên nhận danh hiệu Augusta là Livia Drusilla theo di chúc của chồng bà là Augustus. Sau khi ông mất (năm 14 CN), bà được biết đến với tên Julia Augusta cho đến khi mất vào năm 29.

## Sự phân chia của đế chế

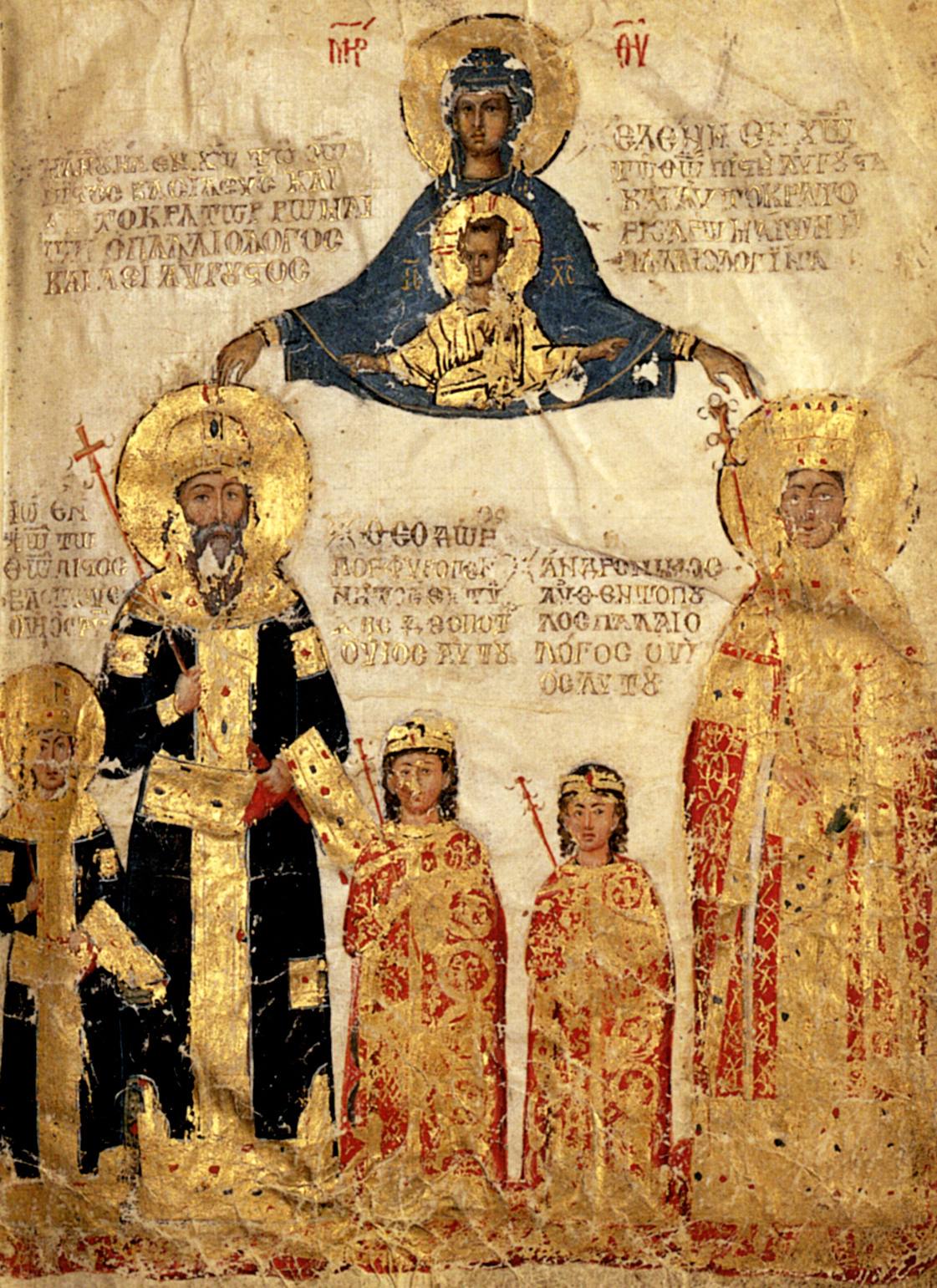
Một ví dụ vào thời kỳ cuối của đế quốc Byzantine về Augustus trong văn học: trong bức tiểu họa này vào năm 1404, hoàng đế Manuel II Palaiologos mang danh hiệu "basileus và autokrator của người La Mã", nhưng cũng là "aei augoustos" ("augustus muôn tuổi"), sau thời Hậu Cổ đại theo kiểu "semper augustus".

Dưới thời Tứ đầu chế, đế quốc chia thành 2 nửa Đông và Tây, mỗi phần được cai trị bởi một hoàng đế lớn với danh hiệu augustus và một phó hoàng đế với danh hiệu caesar. Các danh hiệu imperator, caesar và augustus được chuyển sang tiếng Hy Lạp thành  autokratōr, kaisar và augoustos (hoặc sebastos). Các danh hiệu này được sử dụng trong Đế quốc Byzantine cho đến khi nó sụp đổ vào năm 1453, mặc dù sebastos dần được ít dùng và thay vào đó là autokratōr.
Hoàng đế La Mã cuối cùng cai trị ở phía Tây, Romulus Augustus, được biết đến với tên Augustulus ("Augustus nhỏ"), do triều đại của ông quá mờ nhạt.

## Giai thoại
Danh hiệu Latinh của Hoàng đế La Mã Thần thánh thường là Imperator Augustus, biểu thị khái niệm mới về hoàng đế là một bậc quân chủ cai trị đế quốc. Augustus vẫn được sử dụng làm tên người cho đến nay.